# Melrose (Iowa)
Melrose és una població dels Estats Units a l'estat d'Iowa. Segons el cens del 2000 tenia 130 habitants.

## Demografia
Segons el cens del 2000, Melrose tenia 130 habitants, 56 habitatges, i 38 famílies. La densitat de població era de 59,1 habitants/km².
Dels 56 habitatges en un 21,4% hi vivien nens de menys de 18 anys, en un 51,8% hi vivien parelles casades, en un 12,5% dones solteres, i en un 32,1% no eren unitats familiars. En el 28,6% dels habitatges hi vivien persones soles el 10,7% de les quals corresponia a persones de 65 anys o més que vivien soles. El nombre mitjà de persones vivint en cada habitatge era de 2,32 i el nombre mitjà de persones que vivien en cada família era de 2,87.
Per edats la població es repartia de la següent manera: un 18,5% tenia menys de 18 anys, un 12,3% entre 18 i 24, un 15,4% entre 25 i 44, un 34,6% de 45 a 60 i un 19,2% 65 anys o més.
L'edat mediana era de 47 anys. Per cada 100 dones de 18 o més anys hi havia 92,7 homes.
La renda mediana per habitatge era de 34.583 $ i la renda mediana per família de 32.917 $. Els homes tenien una renda mediana de 30.417 $ mentre que les dones 25.417 $. La renda per capita de la població era de 15.507 $. Entorn del 25,6% de les famílies i el 21,1% de la població estaven per davall del llindar de pobresa.

## Poblacions més properes
El següent diagrama mostra les poblacions més properes.